# Melanesomyia kraussi
Melanesomyia kraussi är en tvåvingeart som beskrevs av Barraclough 1997. Melanesomyia kraussi ingår i släktet Melanesomyia och familjen parasitflugor. Inga underarter finns listade i Catalogue of Life.